# محافظة كون توم
محافظة كون توم (بالفيتنامية: Kon  Tum) هي إحدى محافظات فيتنام. وتقع في وسط المنطقة الجبلية.

## روابط إضافية
- Kon Tum Province government official site نسخة محفوظة 5 فبراير 2005 على موقع واي باك مشين.
- Vietnam travel site
- Hotel guide - Kon Tum
- Vietnam travel and hotel guide - Kon Tum